# むかしの歌
『むかしの歌』（むかしのうた）は、1939年に公開された石田民三監督の日本映画。

## スタッフ
- 監督 - 石田民三[3]
- 脚本 - 森本薫[2]
- 原作 - 森本薫[3]
- 撮影 - 山崎一雄[3]
- 録音 - 清水正助[4][5][6]
- 照明 - 山田宏[4][5][6]
- 編集 - 江原義夫[1]
- 演出補助 - 市川崑、矢永渉、高松由利夫[4][5]

## キャスト
以下の出演者名と役名は特に記載がない限りallcinemaに従った。
- 花井蘭子 - お澪
- 藤尾純 - 珊次
- 高堂黒天 - 鉱平
- 進藤英太郎 - 治平
- 沢井三郎 - 大亀
- 森野鍛冶哉 - 車夫
- 冬木京三 - 泰三
- 深見泰三 - 酒井
- 菊池双三郎 - 清水
- 大崎時一郎 - 医者
- 石川冷 - 点灯夫
- 山田好良 - 太吉
- 伊藤智子 - おそよ
- 三條利喜江 - お辻
- 山根寿子 - お篠
- 江島瑠美 - お梅
- 石井千恵子 - お仲[4][5]

## 製作逸話
- 音楽とタイトルバックは、当時チーフ助監督だった市川崑が担当している。石田監督からの使命であり、市川はスタッフとキャストのクレジット字幕も担当し、石田監督も市川の仕事に満足していたという[7]。